# Motoneta
Uma Zündapp Bella modelo 1958.
Motoreta, motoneta, "moto", motinha,  ou o estrangeirismo scooter, também conhecido pelas marca genéricas lambreta e vespa, é um veículo motorizado de duas rodas no qual o condutor condiciona suas pernas para a frente de seu tronco, sobre uma plataforma, em vez de para os lados, como ocorre nas motocicletas.
A Vespa é uma linha de motonetas fabricada pela primeira vez em Pontedera, Itália, pela Piaggio & Co, S.p.A. A apresentação das primeiras 15 motos Vespa ocorreu em abril de 1946, no Club de Golf de Roma. Os pais da nova moto eram o empresário Enrico Piaggio e o engenheiro aeronáutico Corradino D'Ascanio.

## História
Ao terminar a Segunda Guerra Mundial, Piaggio teve a visão de um meio de transporte cômodo, de fácil manejo e barato. Com um primeiro protótipo que não lhe custou nada, recorreu a D'Ascanio. O engenheiro, que por sua vez gostava mais dos aviões que das motos, desenhou um veiculo de aspecto revolucionário para sua época: colocou o motor sobre a roda traseira e imaginou o guidão pensando em um trem de pouso de um avião. Diz a lenda que, quando Piaggio a viu, exclamou: «Bello, sembra una vespa» ("Bonito, parece uma vespa", em italiano), alucinado pela forma do veículo: parte traseira mais grossa conectada à parte frontal por uma cintura delgada, e o guidão como as antenas.[carece de fontes?]
As Vespas mais antigas possuem transmissões manuais, controladas através do giro do punho esquerdo, enquanto se aperta o manete da embreagem, escolhendo uma das 3 ou 4 marchas. Também tinham motores de dois tempos, exigindo uma mistura de óleo e gasolina para lubrificar o pistão e o cilindro. A mistura de óleo e gasolina produzia grande quantidade de poluentes. As crescentes restrições ambientais obrigaram a Piaggio a sair do mercado dos Estados Unidos em 1985. As Vespas teriam desaparecido totalmente de cena não fossem os entusiastas que mantiveram as clássicas motonetas em operação, reconstruindo-as e restaurando-as.

## Maxiscooter
Uma maxiscooter, ou motoneta turística, é uma motoneta de grandes dimensões, com cilindrada entre os 250 e os 850 centímetros cúbicos (cc), com quadros de maior dimensão do que os das motonetas normais.
Este tipo de motoneta despertou um grande interesse nos consumidores quando a Honda introduziu no mercado a CN250 Helix/Fuzion/Spazio em 1986. Alguns anos mais tarde a Suzuki lançou no mercado as Burgman, com 400 cc e 650 cc, seguida por outras marcas que lançaram também motonetas com cilindradas entre os 400 cc e os 850 cc, como por exemplo a Honda (600 cc), a Aprilia/Gilera (839 cc), a Yamaha (530 cc) e a Kymco (700 cc).
Estas motonetas de cilindradas mais elevadas passaram a ter o motor montado no quadro, em vez de montado no braço oscilante da roda traseira. Esta transferência de peso originou uma deslocação do centro de gravidade para a frente, aumentando significativamente a manobrabilidade, permitindo também que fossem usadas rodas de maior diâmetro.
A estética associada a este tipo de motociclos, a adoção de uma transmissão completamente automática e a capacidade para transporte de bagagem criaram uma grande aceitação e apetência por este tipo de motociclos. Exemplo disso são a Aprilia Mana 850 cc e a Honda NC700D Integra; esta última construída a partir do quadro da Honda NC700X.

## Alguns modelos de scooters
- Lambretta
- Vespa LX 200 E
- Vespa PX 150
- LML Star
- Motorino Cappuccino
- Motorino Velocette
- Honda Lead 110
- Honda Biz (é uma semi-motoneta, tendo em vista que os pés ficam separados e há a necessidade de passar marcha)
- Honda PCX 150
- Suzuki AN 125 Burgman
- Yamaha Neo
- Yamaha Jog
- Yamaha Jog Teen
- Sundown Future
- Kasinski Prima
- Kasinski Cab
- Garinni GR 150 TI ou T3